# Georges Dallemagne
Georges Dallemagne (Fataki (Belgisch-Congo) 17 januari 1958) is een Belgisch politicus voor het cdH, sinds maart 2022 Les Engagés genaamd.

## Levensloop
Georges Dallemagne behaalde in 1982 zijn doctoraat in de genees- en heel- en verloskunde aan de Université Catholique de Louvain. Vervolgens voltooide hij in 1983 een specialisatie in de tropische geneeskunde aan het Instituut voor Tropische Geneeskunde in Antwerpen en behaalde hij een certificaat in epidemiologie en de biostatistiek aan het IDEA in Frankrijk. Nadien werd hij in 1997 licentiaat in het management van de verzorgingsinstellingen aan de Université Libre de Bruxelles, waar hij ook een licentie behaalde in de internationale politiek. 
Van 1983 tot 1988 was Dallemagne opdrachthouder voor Artsen zonder Grenzen en nadien was hij van 1988 tot 1995 adjunct-directeur-generaal en directeur operaties van deze organisatie. Voor Artsen zonder Grenzen vervulde hij missies in Azië, Afrika en de Balkan en was hij verantwoordelijk voor het beheer van verschillende zwaarwichtige humanitaire crisissen, zoals de hongersnood in Ethiopië, de genocide in Rwanda, de ethische zuiveringen in de Joegoslavische oorlogen en de Cambodjaanse genocide door de Rode Khmer. Daarna werkte hij van 1996 tot 1997 als expert in humanitaire hulp en publieke gezondheid voor de Europese Commissie en was hij van 1997 tot 1999 directeur-generaal van Handicap International, waarbij hij programma's ontwikkelde tegen antipersoonsmijnen in Cambodja, Laos, Liberia en de Democratische Republiek Congo.
Hij werd in 1999 politiek actief voor de PSC, sinds 2002 cdH, en werd dat jaar voor deze partij verkozen tot rechtstreeks gekozen senator in de Senaat, waar hij actief werd in de commissies Buitenlandse Betrekkingen en Landsverdediging en Binnenlandse Zaken en van 2000 tot 2003 ondervoorzitter was van de commissie voor Politieke Vernieuwing. Hij oefende deze functie uit tot in 2003 en werd toen niet herkozen. Van 2007 tot 2008 zetelde hij opnieuw in de Senaat, ditmaal als gecoöpteerd senator, en had hij zitting in de commissies Buitenlandse Betrekkingen en Landsverdediging en Financiën en Economische Aangelegenheden. 
Van 2000 tot 2004 was hij voor de PSC ook gemeenteraadslid en schepen voor Sport en Openbare Netheid van Brussel. Van 2006 tot 2007 was hij opnieuw gemeenteraadslid van Brussel en sinds 2012 zetelt Dallemagne in de gemeenteraad van Sint-Pieters-Woluwe, waar hij sinds december 2024 schepen is, bevoegd voor Stedenbouw, Mobiliteit, Openbare Netheid, Afvalbeleid en Digitale Transitie.
In 2004 verliet hij tijdelijk de politiek, waarna hij van 2004 tot 2006 als medewerker van het Belgisch Ontwikkelingsagentschap in Cambodja werkte. Vervolgens keerde hij terug naar de politiek en was hij van 2006 tot 2011 politiek directeur van het cdH, bevoegd voor internationale relaties. Daarna was hij van september tot december 2011 diplomatiek raadgever en directeur van de cel Gelijke Kansen op het kabinet van vicepremier Joëlle Milquet.
Bij de federale verkiezingen van 2007, 2010 en 2014 stond hij telkens als opvolger op de cdH-lijst voor de Kamer van volksvertegenwoordigers en werd verschillende malen plaatsvervangend Kamerlid:
- van maart 2008 tot mei 2010: ter opvolging van Joëlle Milquet
- van december 2011 tot april 2014: opnieuw ter opvolging van Joëlle Milquet
- van juli 2014 tot mei 2019: ter opvolging van Céline Fremault

Bij de federale verkiezingen van mei 2019 was Dallemagne lijsttrekker van de Brusselse cdH-lijst en werd hij voor het eerst rechtstreeks verkozen in de Kamer. Bij de verkiezingen van juni 2024 stelde Dallemagne zich geen kandidaat meer. Als Kamerlid legde hij zich vooral toe op buitenlandse betrekkingen, defensie, ontwikkelingssamenwerking en de strijd tegen terrorisme.
Tevens is hij sinds 6 juni 2010 ridder in de Leopoldsorde en was hij vanaf 2007 ondervoorzitter van het Brugman Ziekenhuis.